# Graham Newcater
Graham Newcater (født 3. september 1941 i Johannesburg, Sydafrika) er en sydafrikansk tolvtone komponist.
Newcater studerede på Royal College of Music i London hos Humphrey Searle og Peter Racine Fricker. Han har skrevet tre symfonier, orkesterværker, balletmusik, strygerkvartetter, klaverværker, filmmusik, kammermusik og sange etc.

## Udvalgte værker
- 3 Symfonier
- Raka – Ballet
- Capechronicles – for Orkester
- Strygerkvartetter